# Jan Pieter Theodoor Huydecoper

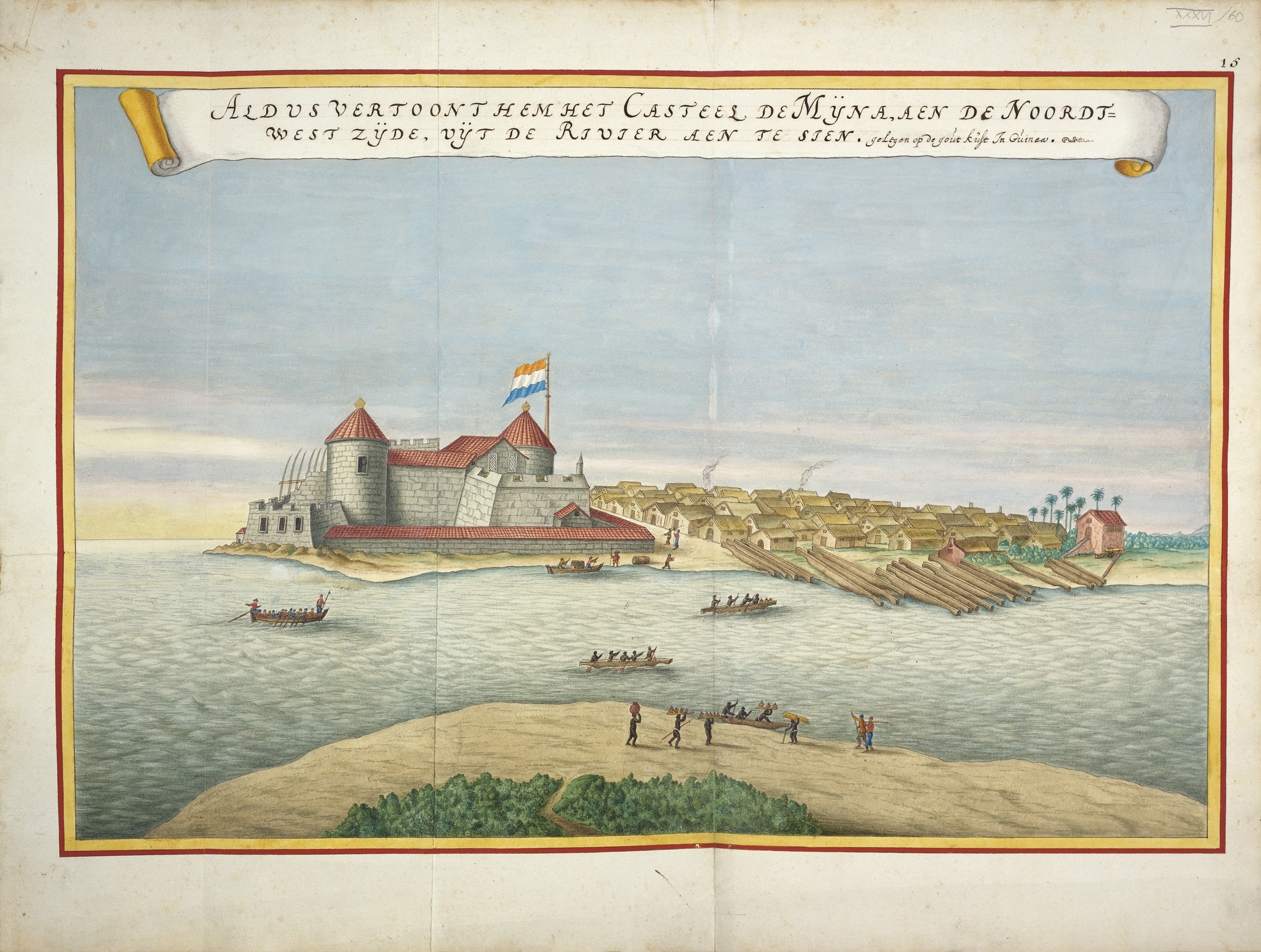
Figuratieve afbeelding uit tweede helft 17e eeuw van het fort Elmina.

Jan Pieter Theodoor Huydecoper (Hellevoetsluis, 2 september 1728 - Elmina, 11 juli 1767) was directeur-generaal van de West-Indische Compagnie (WIC) over de Noord- en Zuidkusten van Afrika.

## Familie
Jan Pieter Theodoor was een lid van het patriciërsgeslacht Huydecoper en een zoon van Adriaan (1693-1740), schout van Wijk bij Duurstede en commies van 's lands magazijnen en havenmeester te Hellevoetsluis. Na de dood van zijn moeder Sara Maria van Asch van Wijck (1691-1728) werd hij ondergebracht bij familie in Utrecht. Toen ook zijn vader overleed, werd zijn oom Balthazar Huydecoper een van zijn drie voogden.
Hij trouwde rond 1758 in Elmina, volgens de lokale riten, met Penni Raems (†1765), een dochter van een blanke man (vermoedelijk Hendrik Raems, opperkoopman bij de WIC) en een inheemse vrouw. Uit dit huwelijk werden minstens twee kinderen geboren: Barbara (1760–1761) en Willem Pieter Christiaan Cornelis (1763-1799) welke laatste ook in dienst kwam van de WIC. Hij had daarnaast kinderen bij ten minste twee andere vrouwen, namelijk bij de tapoeyerin Johanna (zoon Constantijn Ferdinand) en bij de Afrikaanse Abeba (zoon Cudjo). Penni Raems had uit een eerdere relatie met Michael Josias van Sprögel de zoon Jan Carel Sprögel; deze werd met zijn halfbroer Willem Pieter Christiaan Cornelis Huydecoper erfgenaam van Anthony Raems, een broer van hun moeder.

## Leven

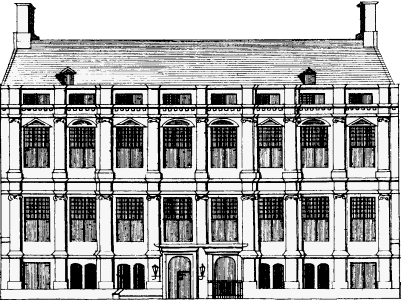
Het Coymanshuis in het Grachtenboek uit 1771 dat Jan Pieter Theodoor Huydecoper in 1759 erfde.

In Amsterdam bezocht hij de Franse en Latijnse school en kreeg les van Pieter Burman Junior, leraar aan het Athenaeum Illustre. Een van zijn drie voogden, Nicolaes Witsen, had in 1745 bedongen dat de nieuw te benoemen stadssecretaris aan Witsen vierduizend gulden per jaar zou overmaken; Witsen zou daarvan duizend gulden afstaan aan Jan Pieter Theodoor waarmee die verzekerd was zijn opleiding te kunnen vervolgen.
Rond zijn zeventiende zat hij zwaar in de schulden, wat leidde tot een vlucht naar Genève. Mede om zijn schulden te kunnen bekostigen, kreeg hij via zijn familie een aanstelling als secretaris in Amsterdam en later bij de WIC.
In 1748 werd hij cadet en in 1749 kornet bij het Regiment Dragonders van het staatse leger; in die laatste rang werd hij ingekwartierd in Kampen. Hij verliet er zonder te betalen zijn kosthuis en trok in bij zijn vriendin.
Zijn familie kreeg in 1751 na zes jaar procederen door een vonnis van het Hof van Holland het bezit van de heerlijkheid Maarsseveen toegewezen en hij verliet het leger. De heer van Maarsseveen, Jan Huydecoper (1693-1752), ging echter tegen dit vonnis in beroep bij de hoge raad. Na diens overlijden onderhandelde Balthazar met diens weduwe en er werd overeengekomen dat de oudste tak Huydecoper, en dus Jan Pieter Theodoor, de aanspraken op de heerlijkheid en op de buitenplaats Goudestein zou laten varen tegen een compensatie van 38.000 gulden. Een deel daarvan kwam terecht bij Jan Pieter Theodoor zodat hij daarmee een deel van zijn schulden kon afbetalen.
Huydecoper werd in 1749 aangesteld als stadssecretaris belast met zeezaken. Hij hield zich onledig met filosoferen en het schrijven van poëzie. Voor de sociëteit Concordia et Libertate hield hij een lezing over de nuttigheid der weetenschappen.
In 1752 vertrok hij, met verlof zijnde als stadssecretaris, voor studie naar Genève. Daar vormde hij met Hendrick Bicker, Pieter Clifford, Jan Boreel, Willem van Loon en Theodore Tronchin een kleine Nederlandse kolonie.
Vanaf 27 januari 1756 reisde hij met enkele van zijn Nederlandse vrienden uit Genève langs het Meer van Genève, over de Jorat, via Bern, Bazel naar Friesenheim. De reis werd vervolgd via Straatsburg, Nancy, Toul, Saint-Dizier, Chalons, Reims en langs de Aisne richting Brussel, waar ze op 22 februari 1756 aankwamen. In Amsterdam aangekomen, stonden zijn schuldeisers hem op te wachten.

### Elmina

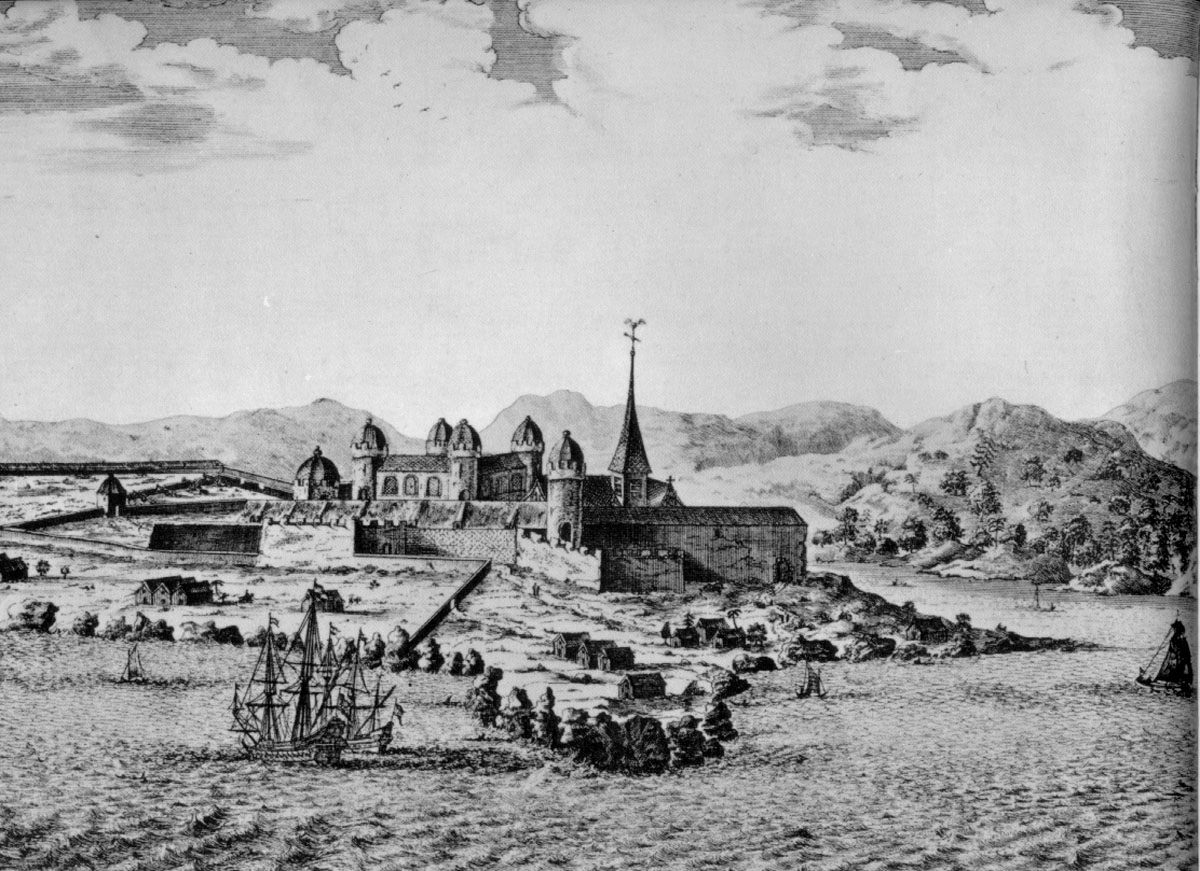
Het kasteel Elmina.

Om aan zijn financiële verplichtingen te kunnen voldoen, koos hij er in navolging van Jacob de Petersen voor te solliciteren bij de WIC. Op 20 augustus 1756 werd hij er aangesteld als oppercommies en een jaar later vertrok hij naar de Goudkust waar hij na een zeereis van vier maanden op 16 januari 1758 in Elmina arriveerde; rond datzelfde jaar trad hij in het huwelijk met Penni Raems.
Hij werd gestationeerd in Accra, maar drie weken later stierf de directeur-generaal over de Noord- en Zuidkusten van Afrika, mr. Lambert Jacob van Tets (1718-1758; lid van het geslacht Van Tets). Huydecoper werd op 22 maart 1758 aangesteld tot interim-directeur. Gezond was het er niet. Bij zijn aankomst waren er van de negentig werknemers ongeveer dertig overleden.
In 1759 schreef hij de WIC-bewindhebbers over fouten in de boekhouding. Volgens de historicus Kooijmans was het opmerkelijk dat hij dat deed, aangezien vrijwel iedereen fraudeerde. Huydecoper was daarop een positieve uitzondering. Om zijn schulden af te betalen, stuurde hij af en toe goud naar de zoon van Jacob Karsseboom.
In hetzelfde jaar kreeg Huydecoper bericht dat hij van Balthasar Coymans (1699-1759) het Coymanshuis aan de Amsterdamse Keizersgracht had geërfd. Op 5 oktober 1760 werd David Pieter Erasmie aangesteld als de nieuwe directeur-generaal. Huydecoper verhuisde naar Axim, wat een demotie betekende. In 1761 maakte hij door de binnenlanden een maandenlange reis per kano. Inmiddels was zijn prestige gestegen bij de WIC-bewindhebbers in Amsterdam. Zijn verslagen werden als veel beter beoordeeld dan die van anderen.
In 1763 voerde hij een militaire operatie uit. Kort na het mislukken ervan stierf Erasmie. Hendrik Walmbeek nam zijn positie over. Deze werd na ruim een jaar op 10 september 1764 door Huydecoper opgevolgd. In zijn laatste levensjaar liet hij weten in 1767 meer geld dan ooit verdiend te hebben. Nog drie jaar wilde hij in Afrika blijven en dan voorgoed terugkeren naar Nederland. Zover kwam het niet. Huydecoper overleed in hetzelfde jaar na een ziekbed van bijna drie weken in Elmina aan tuberculose. Hij bleef directeur-generaal tot aan zijn dood.